# New Morning
New Morning é o décimo primeiro álbum de estúdio do cantor Bob Dylan, lançado a 19 de Outubro de 1970.
Editado apenas quatro meses após o fracasso de Self Portrait, o disco recebeu melhores críticas por parte dos fãs e imprensa.
O disco atingiu o nº 7 do Pop Albums.

## Faixas
Todas as faixas por Bob Dylan
1. "If Not for You" – 2:39
2. "Day of the Locusts" – 3:57
3. "Time Passes Slowly" – 2:33
4. "Went to See the Gypsy" – 2:49
5. "Winterlude" – 2:21
6. "If Dogs Run Free" – 3:37
7. "New Morning" – 3:56
8. "Sign on the Window" – 3:39
9. "One More Weekend" – 3:09
10. "The Man in Me" – 3:07
11. "Three Angels" – 2:07
12. "Father of Night" – 1:27

## Créditos
- Bob Dylan – Vocal, guitarra acústica, guitarra elétrica, órgão, piano
- David Bromberg – Guitarra elétrica
- Harvey Brooks – Baixo
- Ron Cornelius – Guitarra elétrica
- Charlie Daniels – Baixo
- Buzzy Feiten – Guitarra elétrica
- Al Kooper – Órgão, piano, guitarra elétrica, corneta
- Russ Kunkel – Bateria
- Billy Mundi – Bateria
- Hilda Harris – Vocal de apoio
- Albertin Robinson – Vocal de apoio
- Maeretha Stewart – Vocal de apoio na faixa 6